# Haritalodes pharaxalis
Haritalodes pharaxalis is een vlinder uit de familie van de grasmotten (Crambidae). De wetenschappelijke naam van deze soort is voor het eerst voorgesteld als Pantographa pharaxalis door Herbert Druce in een publicatie uit 1895.
De soort komt voor in Nicaragua, Costa Rica, Guyana en Suriname.